# Sartalejo
Sartalejo es una entidad singular de población perteneciente al municipio de Galisteo, en la provincia de Cáceres, comunidad autónoma de Extremadura, España. Administrativamente forma parte de la comarca del Valle del Alagón y se encuentra dentro de la demarcación del partido judicial de Plasencia.

## Toponimia
El nombre de Sartalejo puede tener un origen relacionado con antiguas denominaciones de carácter rural, aunque su etimología exacta no está documentada. Algunos estudios locales sugieren que el sufijo «-ejo» podría indicar una localización menor o dependiente de una población mayor, en este caso, Galisteo.

## Geografía
Sartalejo está situado al noroeste de la localidad de Galisteo, a una altitud aproximada de 355 metros sobre el nivel del mar. Se encuentra en una zona de dehesas y cultivos de secano, características del norte cacereño. Su clima es mediterráneo continentalizado, con inviernos fríos y veranos calurosos.

## Historia
Aunque no existen referencias documentales extensas sobre Sartalejo como entidad histórica diferenciada, aparece incluido como núcleo de población en diversas fuentes estadísticas desde mediados del siglo XX. Se encuentra registrado en el Nomenclátor Geográfico de Municipios y Entidades de Población del Instituto Nacional de Estadística (INE).

## Demografía
Según los datos del INE de 2023, Sartalejo tenía una población total de 9 habitantes, lo que lo convierte en uno de los núcleos más pequeños del municipio de Galisteo. Su población ha experimentado un progresivo descenso desde mediados del siglo XX, en línea con la tendencia general de despoblación rural en el norte de Extremadura.

## Economía
La economía local está basada en la agricultura extensiva, especialmente el cultivo de cereales y la explotación de dehesas para ganado ovino y porcino. También se conserva cierta actividad apícola y de recolección estacional.

## Infraestructuras y comunicaciones
Sartalejo está comunicado por una vía local que conecta con la carretera EX-108, principal acceso al municipio de Galisteo. No dispone de servicios públicos propios, dependiendo para ello del núcleo principal del municipio.

## Patrimonio
No cuenta con edificaciones de interés monumental catalogadas oficialmente, aunque conserva ejemplos de arquitectura tradicional rural extremeña. Su entorno natural, con encinas y campos de labor, forma parte del paisaje característico del Valle del Alagón.